# 우라베씨
우라베씨 (卜部氏, うらべうじ)는 「卜部」를 성으로 하는 씨족이다. 
고대부터 제사 귀족 중의 하나로, 복점 (卜占 (ぼくせん)에 의한 길흉 판단을 업으로 삼았던 씨족이다. 占部・浦部・浦邊라고도 표기한다.

## 개요
우라베씨는 거북복 (거북이 등껍질을 구우면 나타나는 균열의 형태에 따라 길흉을 점치는 것)을 직업으로 한 품부이다. 계통이 다른 씨족이 일본 각지에 존재하였는데, 이중 이즈, 이키, 츠시마의 우라베씨는 신기관의 관인으로 임명되었고, 신기관의 차관 (대부 · 소부)에는 이즈 우라베씨가, 하급직원인 우라베에는 이즈 5명, 이키 5명, 츠시마 10명의 각각 복술에 우수한 자가 임명되었다. 이 3국 이외의 우라베씨는 일본 옛날부터 전해져 온 복점 중 하나인 후토마니에 관계한 씨족의 후예라고 한다.

## 이즈 우라베씨
헤이안 시대 전기의 우라베노 히라마로를 실질적인 시조로 삼지만, 히라마로 이전에는 명확하지 않다. 히라마로를 오오나카토미노 키요마로의 손자인 지치마로의 아들로 보는 족보도 있지만, 후세의 가모로 여겨진다. 미시마 대사에 신관으로 모셨던 씨족이라는 설이나, 아메노코야네노미코토의 후예인 5n명을 시조로 하는 이즈 우라베씨를 무사시 우라베씨와 동족으로, 나카토미씨족의 일족으로 하는 족보도 있다. 성은 스쿠네였으나, 오우안 8년/분츄 4년 (1375년)에 요시다 카네히로가 아손성으로 개성했다.
히로마로의 자손은 후에 요시다 사계와 히라노 사계로 나뉘어 대대로 신기대부 및  신기소부를 돌아가면서 맡았다.
요시다사의 계통은 레이제이 혹은 무로마치를 가명으로 하지만, 에이와 4년/텐쥬 4년 (1378년)에 아시카가 요시미츠가 무로마치제로 옮긴 것에 따라, 요시다 카네히로가 그때까지 자칭하고 있던 무로마치를 꺼려하고, 사무를 맡는 요시다로 가명을 고쳤다. 에도시대에는 당상가 (반가)로써, 삼가 (요시다가 · 하기와라가 · 니시고리가)를 거느렸다. 히라노사의 계통은 에도시대에 이노쿠마 가문의 후지이 가문을 칭해 당상가 (반가)에 이르렀다.
또한, 요시다사계의 씨인으로 『츠레즈레구사』의 작가 요시다 켄코가 있는데, 본래는 "우라베 카네요시"가 맞다. 카네요시는 요시다로 가명을 고친 카네히로보다 이전 시대의 사람이며, "요시다 켄코"의 이름은 가마쿠라 시대 및 남북조 시대의 사료에서는 전혀 볼 수 없다. 또한 중세 와카사 연구자 오가와 타케오에 의해, 오늘 전해지는 켄코의 계보 자체가 요시다 신토의 창시자이기도 한 요시다 카네토모에 의한 조작으로, 실제 켄코는 어느 계통의 우라베씨 출신인지는 (원래 우라베씨였을지도) 알 수 없다는 지적이 나오고 있다.

## 이키 우라베씨
이기시마 조가의 이키씨 (이키노 나오)의 일족이다. 진구 황후의 사태부 중 한 사람으로, 아메노코야네노미코토 12세의 손자인 카미나리다이진노미코토의 아들인 마네코노미코토를 이키노 나오의 조상으로 하는 족보나, 이키 우라베씨의 씨인인 이키노 코레오의 역성일사 (이키슈쿠네성)에 조상을 카미나리다이진노미코토으로 한다는 기재에 따라 나카토미씨족으로 한다. 한편, 나카토미씨족이라는 족보는 가기로, 타카미무스비노카미의 후손인 츠쿠요미노미코토의 자손인 이키 현주의 일족이라는 설도 있다. 성은 스쿠네이다.
씨인은 죠우간 5년 (863년)에 우라베 스쿠네에서 이키 스쿠네로 개성하고, 코레오, 고우타카가 있다.

## 츠시마 우라베씨
츠시마현조가의 츠시마켄씨의 일족이다. 츠시마현직은 가조인 건미기기명을 아메노호히노미코토의 증손 (타카미무스비노카미의 5세손)으로써 이즈모씨족으로 한다.

## 신사에서 봉사한 우라베씨

### 카시마 신궁의 우라베 (히타치국)
상고시대부터 카시마 신궁을 섬기고, 후토마니에 몸담았던 가계로 여겨지며, 카시마 신궁 주변에는 우라베씨가 거주하고 있었다고 한다. 텐표 18년 (746년) 히타치국 카시마군의 우라베 5호가 나카토미 카시마 성을 사성하였다.

### 카츠라기 일언주 신사의 우라베 (야마토국)
헤이안 시대의 승려 겐신의 아버지인 우라베 마사치카로, 카츠라기의 신을 섬긴 옛복가의 후손이다.

### 무나카타 신사의 우라베 (치쿠젠국)
나라시대의 치쿠젠국의 호적에는 우라베의 씨인이 다수 있었고, 고대 무나카타 신사를 섬긴 집안의 후손이다. 에도시대에는 쿠로다씨 (토렌지번)의 가신이었다.

## 그 외의 우라베씨
앞에서 서술한 것 외에, 무츠국, 시모우사국, 스루가국, 오우미국, 이나바국 등의 풍토기, 나라 시대의 호적에서도 우라베성을 볼 수 있다.